# Cerambyx miles
Cerambyx miles es una especie de escarabajo longicornio del género Cerambyx, subfamilia Lamiinae. Fue descrita científicamente por Bonelli en 1812.
Se distribuye por Albania, Austria, Bosnia y Herzegovina, Bulgaria, Croacia, España, Francia, Grecia, Hungría, Italia, Macedonia, Malta, Marruecos, Portugal, República Árabe Siria, Rumania, Serbia, Eslovaquia, Eslovenia, Suiza, Turquía, Ucrania y Yugoslavia. Mide 26-46 milímetros de longitud. El período de vuelo ocurre en los meses de mayo, junio, julio y agosto.

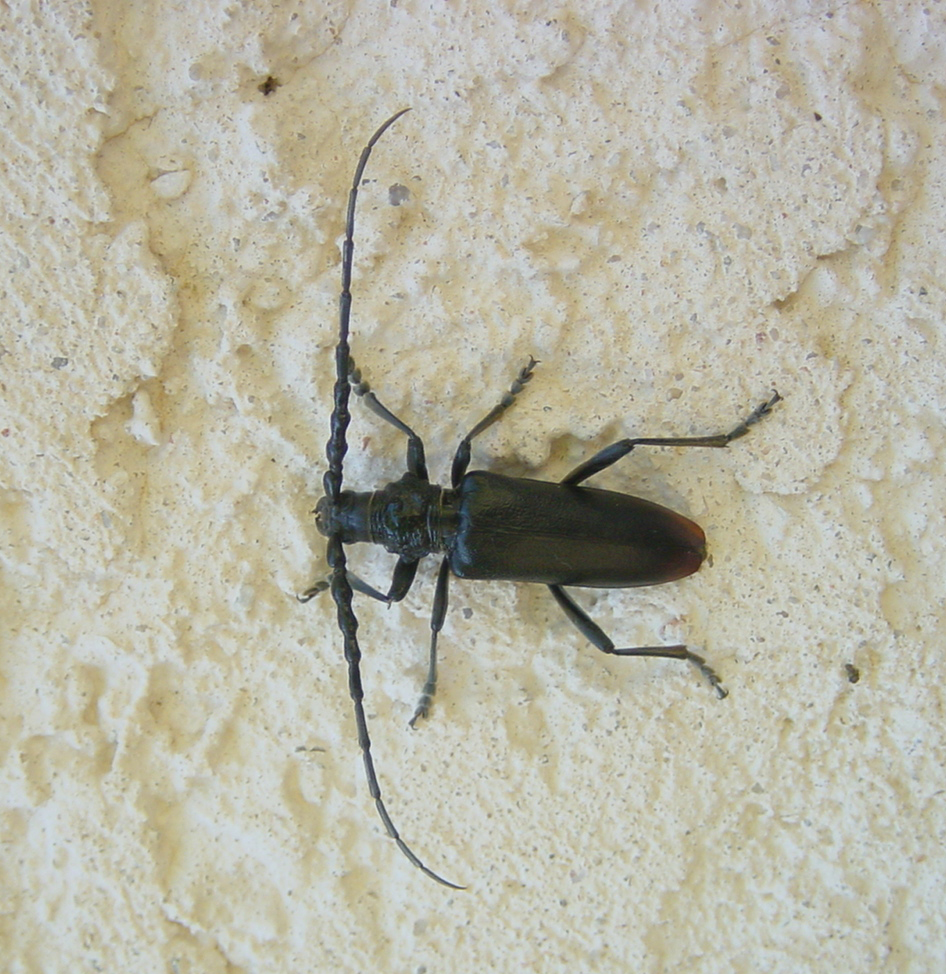
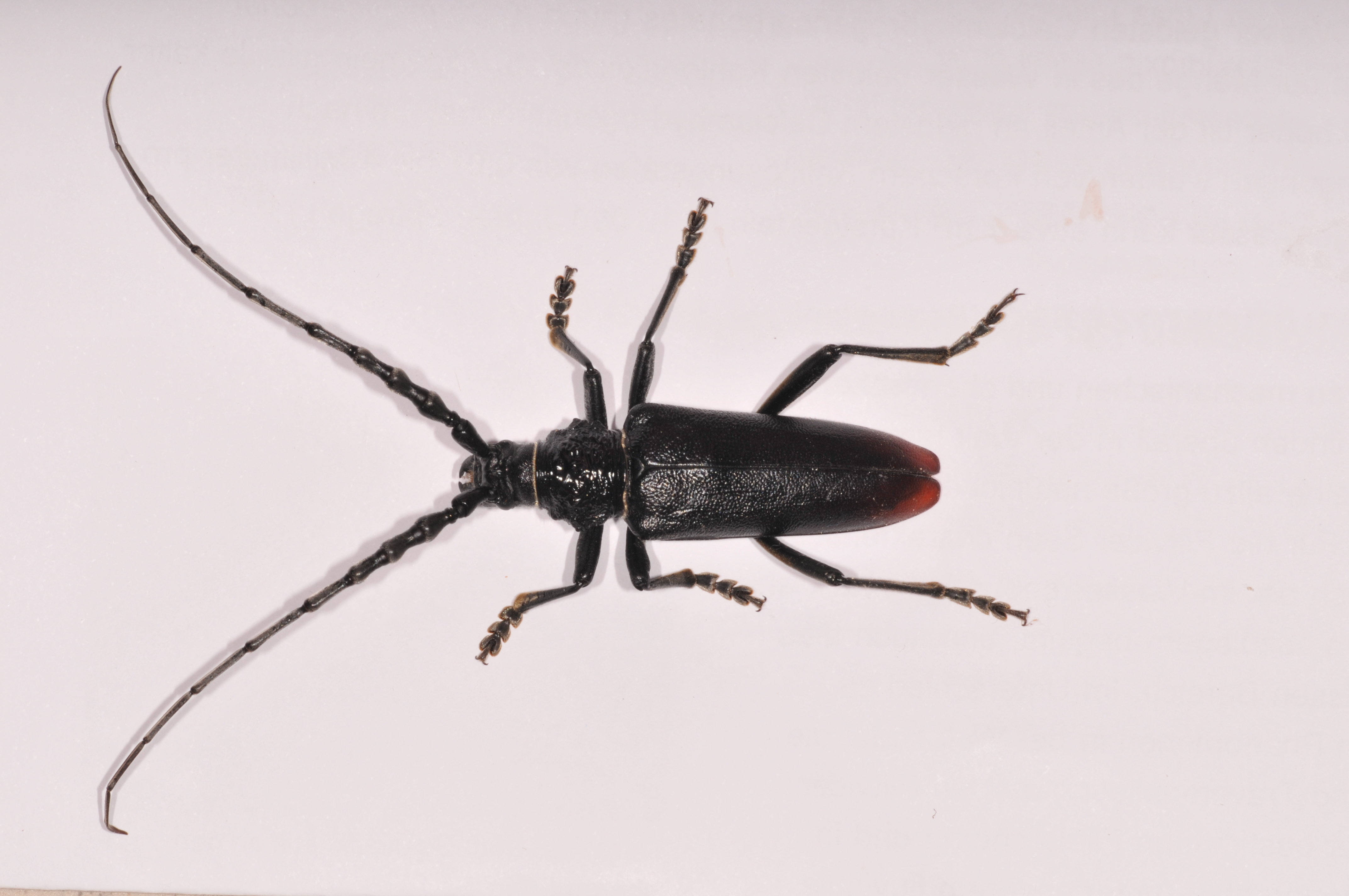
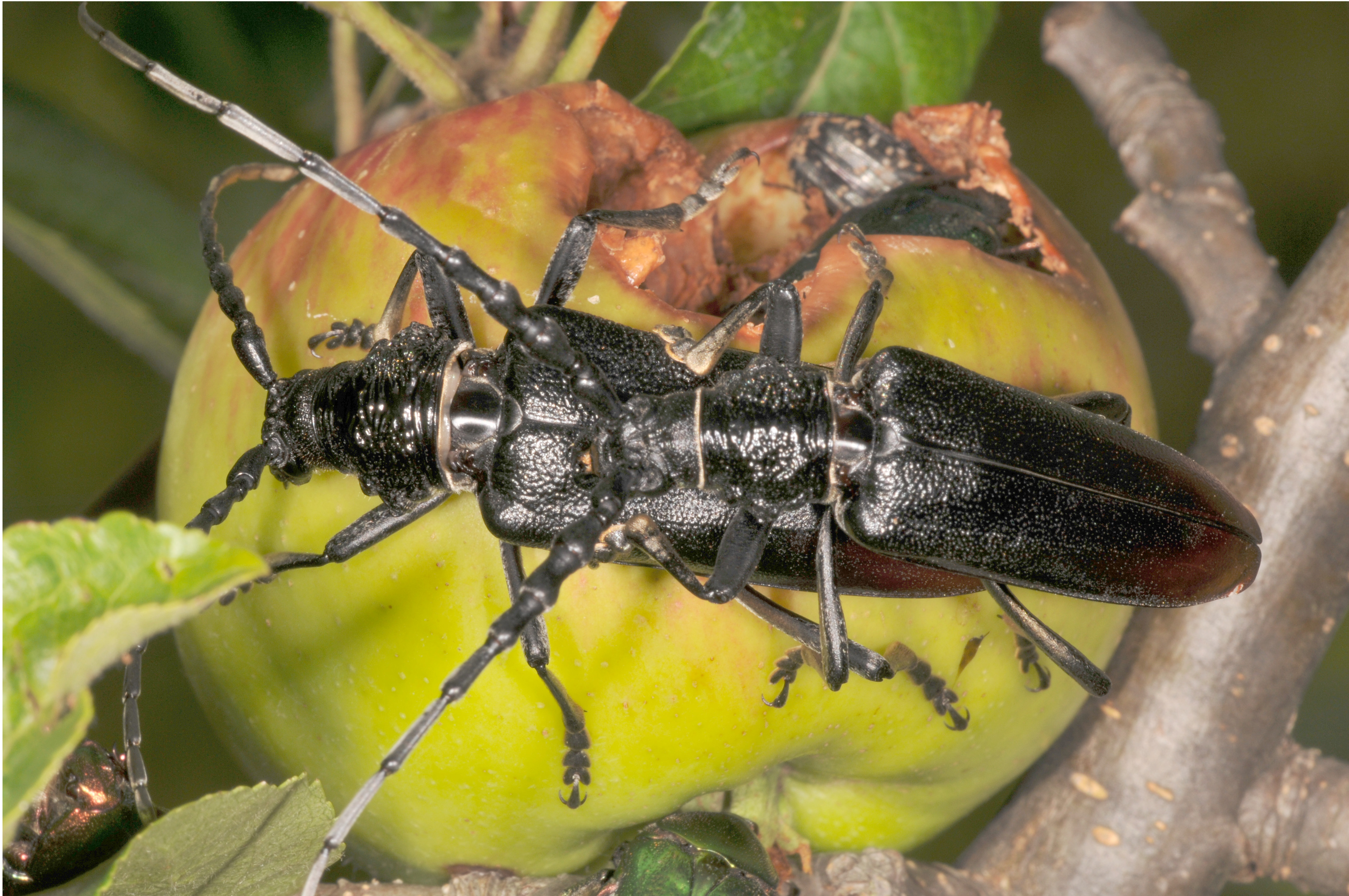
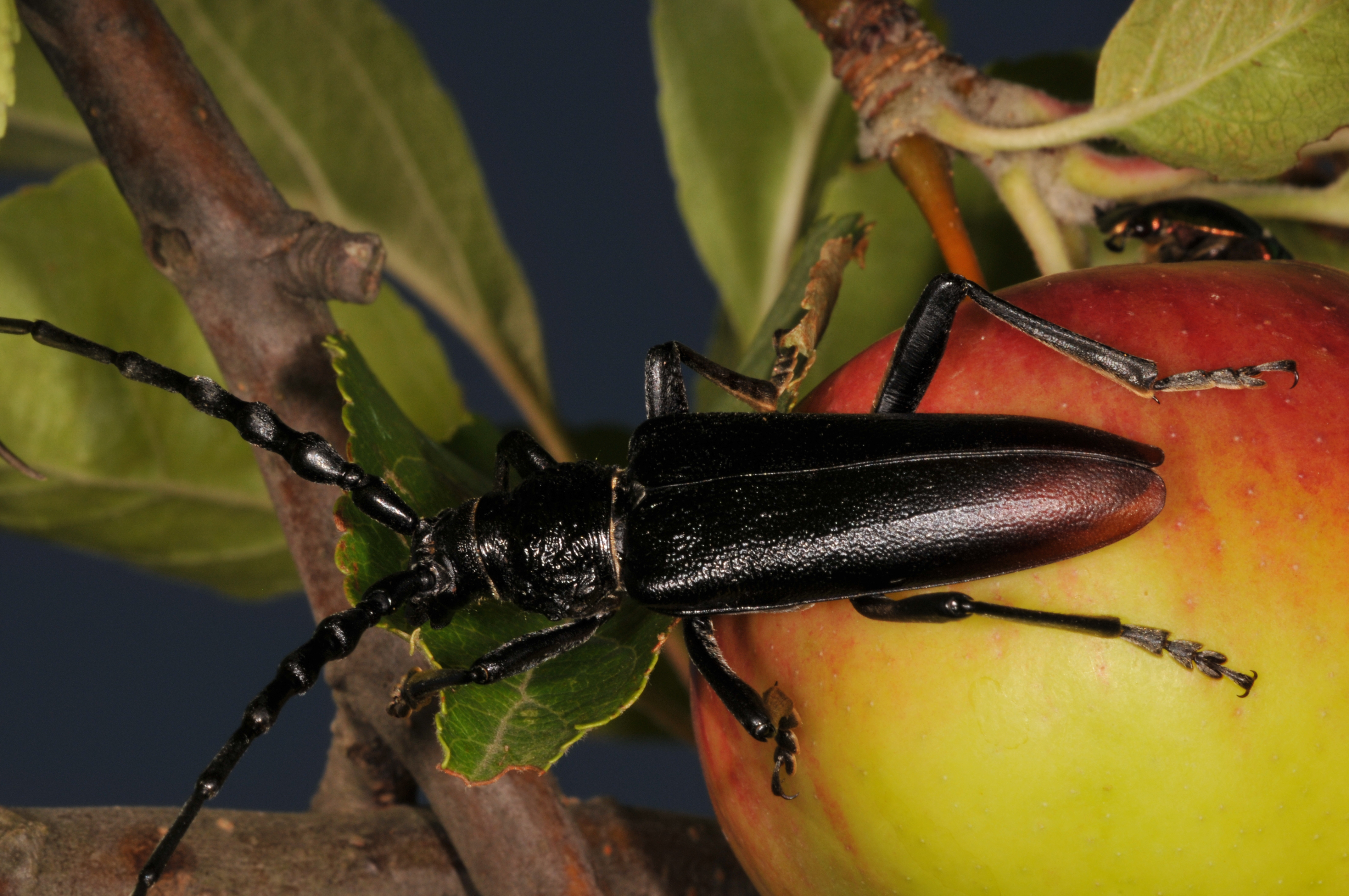